# 拉佩拉特
拉佩拉特（法語：La Peyratte，法語發音：[la peʁat]）是法国德塞夫勒省的一个市镇，属于帕尔特奈区。

## 地理
拉佩拉特（46°40'31"N, 0°8'52"W）面积46.86 平方千米，位于法国新阿基坦大区德塞夫勒省，该省份为法国西部内陆省份，北起曼恩-卢瓦尔省，西接旺代省，南至夏朗德省和滨海夏朗德省，东临维埃纳省。
与拉佩拉特接壤的市镇（或旧市镇、城区）包括：古尔热、拉沙佩勒贝特朗、图埃河畔沙蒂永、卢穆瓦、奥鲁、帕爾特奈、索赖、维耶奈。

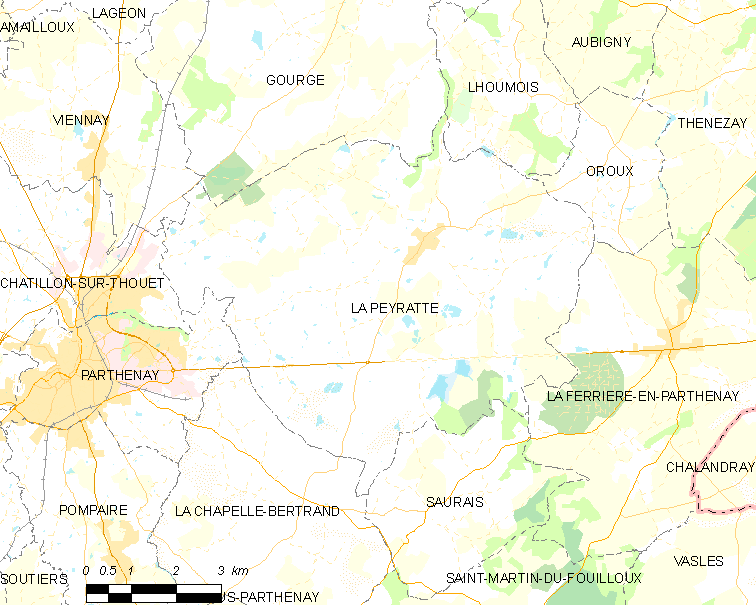
拉佩拉特的OSM定位图

拉佩拉特的时区为UTC+01:00、UTC+02:00（夏令时）。

## 行政
拉佩拉特的邮政编码为79200，INSEE市镇编码为79208。

## 政治
拉佩拉特所属的省级选区为拉加蒂讷县。

## 人口

1962-2008年间拉佩拉特人口变化图示

拉佩拉特于2022年1月1日时的人口数量为1113人。